# Джеймс Клеверлі
Джеймс Спенсер Клеверлі (англ. James Spencer Cleverly; нар. 4 вересня 1969, Лондон) — британський політик-консерватор та офіцер Резерву Армії. Міністр внутрішніх справ Великої Британії з 13 листопада 2023 до 5 липня 2024 року. Міністр закордонних справ і у справах Співдружності Націй та міжнародного розвитку з 6 вересня 2022 по 13 листопада 2023 року. 
Міністр освіти з 7 липня по 6 вересня 2022 року. Міністр у справах Європи та Північної Америки 2022 року. Міністр у справах Середнього Сходу, Північної Африки та Північної Америки з 2020 по 2022 рік. Співголова Консервативної партії з 2019 по 2020 рік. Член парламенту від Брейнтрі, Ессекс, з 2015 року.

## Біографія
Народився у Льюїшемі, у південно-східній частині Лондона. Його батько — британець, землемір і власник невеликого бізнесу, а мати — акушерка, із Сьєрра-Леоне. Більшу частину дитинства провів із родиною у Челмсфорді.
Здобув приватну освіту в Ріверстонській та Колфській школах у Лондоні. Після цього проходив військову підготовку, зупинену достроково 1989 року через поранення ноги. Закінчив Університет Долини Темзи (нині Університет Західного Лондона, здобувши ступінь бакалавра з менеджменту гостинності.

## Військова служба
Входить до Резерву Армії з 1991 року, має звання підполковника. Входить до Центрального штабу добровольців Королівської артилерії, штабний офіцер у 1-й бронетанковій дивізії, до 2005 року командував 266-ю батареєю Королівської артилерії.

## Кар'єра
З 1995 до 2002 року працював у VNU, де відповідав за продажі та спонсорство, та інших видавничих компаніях. З 2002 до 2003 року — менеджер з міжнародних продаж у VNU. З 2004 до 2006 року — керівник відділу інтернет-продажів у Crimson Publishing. У 2006—2007 рр. — керівник відділу цифрових медіа у цій же компанії. 2007 року — співзасновник Point and Fire, медіа- та вебвидавничої компанії.
2008 року обраний до Асамблеї Лондона від округу Бекслі та Бромлі, здобув 52,59 % голосів. У січні 2009 року мер Лондона Борис Джонсон призначив його послом у справах молоді. З 2010 до 2012 року обіймав посаду голови Лондонської ради з переробки відходів, а у 2012—2015 рр. — Голова Лондонського управління планування пожеж і надзвичайних ситуацій і Голова Лондонського форуму місцевої стійкості.
2012 року переобраний на посаду члена Асамблеї Лондона 52,6 % голосів.
На парламентських виборах 2015 року обраний членом парламенту від Брейнтрі, здобувши 53,8 % голосів.
Прихильник виходу Великої Британії з ЄС.
Переобраний 2017 року, отримав 62,8 % голосів.
На виборах 2019 року переобраний знову, здобув 67,5 % голосів.
Із січня 2018 до квітня 2019 року був заступником голови Консервативної партії.
З квітня до липня 2019 року — парламентський заступник держсекретаря у Департаменті з питань виходу з Європейського Союзу.
З липня 2019 до лютого 2020 року — міністр без портфеля в уряді Бориса Джонсона та разом із Беном Елліотом співголова Консервативної партії.
Член Таємної ради з 2019 року.
23 травня 2019 року оголосив про свою участь у виборах лідера Консервативної партії 2019 року після того, як Тереза Мей подала у відставку з цієї посади, однак 4 червня зняв свою кандидатуру.
У процесі перестановок звільнений із посад міністра без портфеля та голови Консервативної партії, призначений міністром у справах Середнього Сходу, Північної Африки 2020 року.
Міністр у справах Середнього Сходу, Північної Африки та Північної Америки з 2020 до 2022 року.
Міністр у справах Європи та Північної Америки 2022 року.
Міністр освіти зі 7 липня до 6 вересня 2022 року, замінив на цій посаді Мішель Доунлан на тлі урядової кризи, спричиненої скандалом довкола Кріса Пінчера. Став третім міністром освіти, призначеним за три дні.
6 вересня 2022 року став Міністром МЗС в уряді Ліз Трасс, змінивши її на цій посаді. Зберіг посаду в уряді Ріші Сунака.
З 13 листопада 2023 року - Міністр МВС країни.

## Родина та особисте життя
У 2000 році одружився із Сюзанною Джанет Темпл Клеверлі, із якою мають двох синів — Фредді та Руперта.